# رقاص سيدنهام
رقاص سيدنهام أو الرقاص الثانوي (بالإنجليزية: Sydenham's chorea)‏ (يشار إليه تاريخيا باسم رقاص القديس فيتوس) هو مرض يتميز بحركات سريعة غير متناسقة فجائية تؤثر على الوجه والقدمين واليدين بشكل أساسي. ينتج رقاص سيدنهام من عدوى بالبكتريا الكروية السبحية مجموعة أ تحلل بيتا في سن الطفولة  وتبين أنه يحدث في 20 – 30% من المرضى المصابين بحمى رثوية حادة. يكون المرض كامنا في المعتاد ويحدث في فترة 6 أشهر بعد العدوى الحادة لكنه قد يصبح العرض الواضح للحمى الرثوية بين الحين والآخر. يحدث رقاص سيدنهام بشكل أشيع في الإناث أكثر من الذكور وأكثرية المرضى من الأطفال تحت سن 18 سنة. يحدث رقاص سيدنهام بشكل نادر نسبيا في البالغين ومعظم حالات البالغين تكون مصاحبة بتفاقم الرقاص بعد حدوث رقاص سيدنهام في الطفولة.
سمي هذا المرض نسبة إلى الطبيب البريطاني توماس سيدنهام، (1624 – 1689)  والاسم البديل رقاص القديس فيتوس هو إشارة إلى القديس فيتوس المسيحي الذي تم اضطهاده من قِبل الأباطرة الرومان ومات شهيدا عام 303 بعد الميلاد. يُعتبر القديس فيتوس القديس العراب للراقصين وتمت نسبة هذا المرض إليه إجلالا للرقص الجنوني الذي كان يحدث تاريخيا أمام تمثاله أثناء عيد القديس فيتوس في الثقافات الجرمانية واللاتفية.

## الخصائص
يتميز رقاص سيدنهام بالحدوث الحاد للأعراض الحركية(يستغرق ساعات قليلة في بعض الحالات) وهي الحركات الرقاصة بشكل كلاسيكي والتي تصيب الأطراف. تتضمن باقي الأعراض الحركية الكشر الوجهي وارتخاء العضلات وفقدان التحكم الحركي الدقيق واضطراب المشية. يشفى حوالي 50% من المرضى المصابين برقاص سيدنهام الحاد بشكل تلقائي بعد 2 إلى 6 شهور بينما قد يستمر الرقاص الطفيف أو المتوسط أو باقي الأعراض الحركية لمدة تصل إلى سنتين وأكثر في بعض الحالات (على سبيل المثال، هناك مريض في المملكة المتحدة يعاني من المرض منذ عام 1999) ]بحاجة لتوثيق[. يُصاحب رقاص سيدنهام حدوث أعراض نفسية يمثل اضطراب الوسواس القهري أكثر تلك الأعراض شيوعا. تتشابه اختلالات المناعة الذاتية النفسية والعصبية المصاحبة لعدوى البكتيريا الكروية السبحية في الأطفال مع رقاص سيدنهام إلا أنها لاتتميز بوجود الاختلال الوظيفي الحركي الموجود في رقاص سيدنهام لكنها تحدث من وجود لوازم وعناصر نفسية وتحدث بشكل أسرع يستغرق أياما إلى أسابيع بعد عدوى مجموعة أ من البكتريا السبحية الكروية تحلل بيتا لمدة 6 – 9 شهور. قد يتم خلط الحالة مع حالات أخرى مثل الذئبة الحمامية المجموعية ومتلازمة توريت.
تتوقف الحركات أثناء النوم وينحسر المرض بعد عدة أشهر. يصاحب المرض الحمى الرثوية البعد العدوى البكتيرية الكروية السبحية والحمل وفرط إفراز الغدة الدرقية والذئبة الحمامية المجموعية.
تتضمن الأعراض العصبية تغير في السلوك، اضطراب في النطق، تغير المشية، فقدان التحكم الحركي الدقيق والكلي مع تأخر في الكتابة وصداع وبطء في الإدراك وكشر وجهي وتملل وارتخاء في العضلات. الأعراض الغير عصبية في الحمى الرثوية الحادة تتضمن التهاب القلب والتهاب المفاصل والحمامى الهامشية والعقيدات التحت جلدية.

## الأسباب
أحد الأعراض الكبرى للحمى الرثوية الحادة هو رقاص سيدنهام ويحدث نتيجة لاستجابة مناعية ذاتية تحدث بعد العدوى بمجموعة أ من البكتريا الكروية السبحية تحلل بيتا. والتي تقوم بتدمير الخلايا الموجودة في الجسم المخطط من العقد القاعدية. لاينخفض معدل حدوث الحمى الرثوية الحادة وأمراض القلب الروماتيزمية. تقدر الدراسات الحالية حدوث الحمى الرثوية الحادة بنسبة 0,6 – 0,7/1000 من سكان الولايات المتحدة واليابان مقارنة ب 15 – 21 / 1000 من السكان في آسيا وأفريقيا. انخفض معدل حدوث الحمى الرثوية الحادة ورقاص سيدنهام بشكل تصاعدي في الدول المتقدمة عبر العقود الأخيرة. هناك العديد من أسباب الرقاص في الطفولة وتتضمن تلك الأسباب الحوادث المخية الوعائية وأمراض الكولاجين الوعائية والتسمم الدوائي وفرط إقراز الغدة الدرقية وداء ويلسون وداء هنتنجتون والعوامل المعدية.

## العلاج وإدارة المرض
يرتكز علاج رقاص سيدنهام على المباديء الثلاثة التالية:
1. المعتقد الأول للعلاج يتركز في التخلص من البكتريا الكروية السبحية على المستوى الأولي والثانوي والثالثي. تتضمن تلك الاستراتيجيات القيام بالعلاج الكافي لعدوى الحلق والجلد مع مسار علاجي من البنسلين لمدة 10 أيام عند تشخيص رقاص سيدنهام بشكل حديث ويتبع ذلك الوقاية باستخدام البنسلين طويل الأمد. قد تسبق التغيرات السلوكية والانفعالية الاضطرابات الحركية في الطفل الذي لم يصب بالمرض قبل ذلك.
2. علاج اضطرابات الحركة. تقتصر المجهودات العلاجية على تخفيف اضطرابات الحركة. يُستخدم هالوبريدول بشكل شائع بسبب تأثيره المضاد للدوبامين وله أعراض جانبية خطيرة منها على سبيل المثال تارديف ديسكينيزيا وفي دراسة أجريت في RFC تبين أن 25 من 39 مريضا يستخدمون هالوبريدول يعانون من أعراض جانبية شديدة بدرجة تجعل الطبيب أو والد المريض يتوقف عن تناول العلاج أو يقوم بخفض الجرعة. الأدوية الأخرى التي تم استخدامها للتحكم في الحركة تتضمن بيموزيد،كلونيدين، حمض الفالوبريك، كاربامازيبين وفينوباربيتون.
3. تتضمن التدخلات المعدلة للمناعة كل من الستيرويدات والجلوبيولينات المناعية في الوريد وتبادل البلازما. قد يستفيد المرضى من العلاج بالستيرويدات ولا زالت التجارب الاكلينيكية تستكشف تلك العلاجات بشكل أوسع.

## المجتمع والثقافة
يُذكر رقاص القديس فيتوس على أنه المرض الذي عانى منه طبيبا كبير السن قام دكتور واطسون بشراء كتاب ممارسة طبية منه في " The Stock Broker’s Clerk " والذي ذكره آرثر كونان دويل في عدد من حكايات شرلوك هولمز الذي قام بنشرها مجتمعة في كتاب مذكرات شرلوك هولمز.
أصيب الفنان الأمريكي آندي وارول بالحمى الرثوية عندما كان طفلا ونشأت لديه أعراض رقاص القديس فيتوس.
كان مايكل كايين يعاني من رقاص القديس فيتوس عندما كان طفلا كما ذكر في سيرته الذاتية "What’s it All About".

## وصلات خارجية
- synd/2226 على قاموس من سمى هذا؟
- -596967410 في مفكرة المُمارِس العام
- WE MOVE - Sydenham's Chorea - Symptoms/Findings
- Sydenham's chorea: Not gone and not forgotten* - Elsevier
- On defining Sydenham's chorea: where do we draw the line? - Elsevier